# Matthias Platzeck

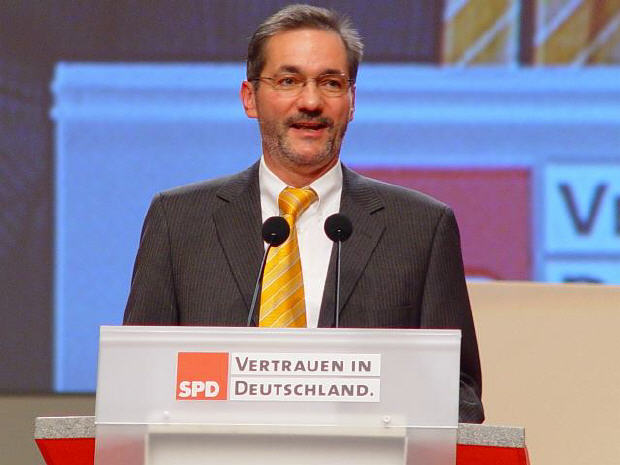
Matthias Platzeck v roce 2005

Matthias Platzeck (* 29. prosince 1953, Postupim) je německý sociálnědemokratický politik, ministerský předseda Braniborska (2002-2013). V letech 2005–2006 byl předseda Sociálnědemokratické strany Německa (SPD).